# Naiskos

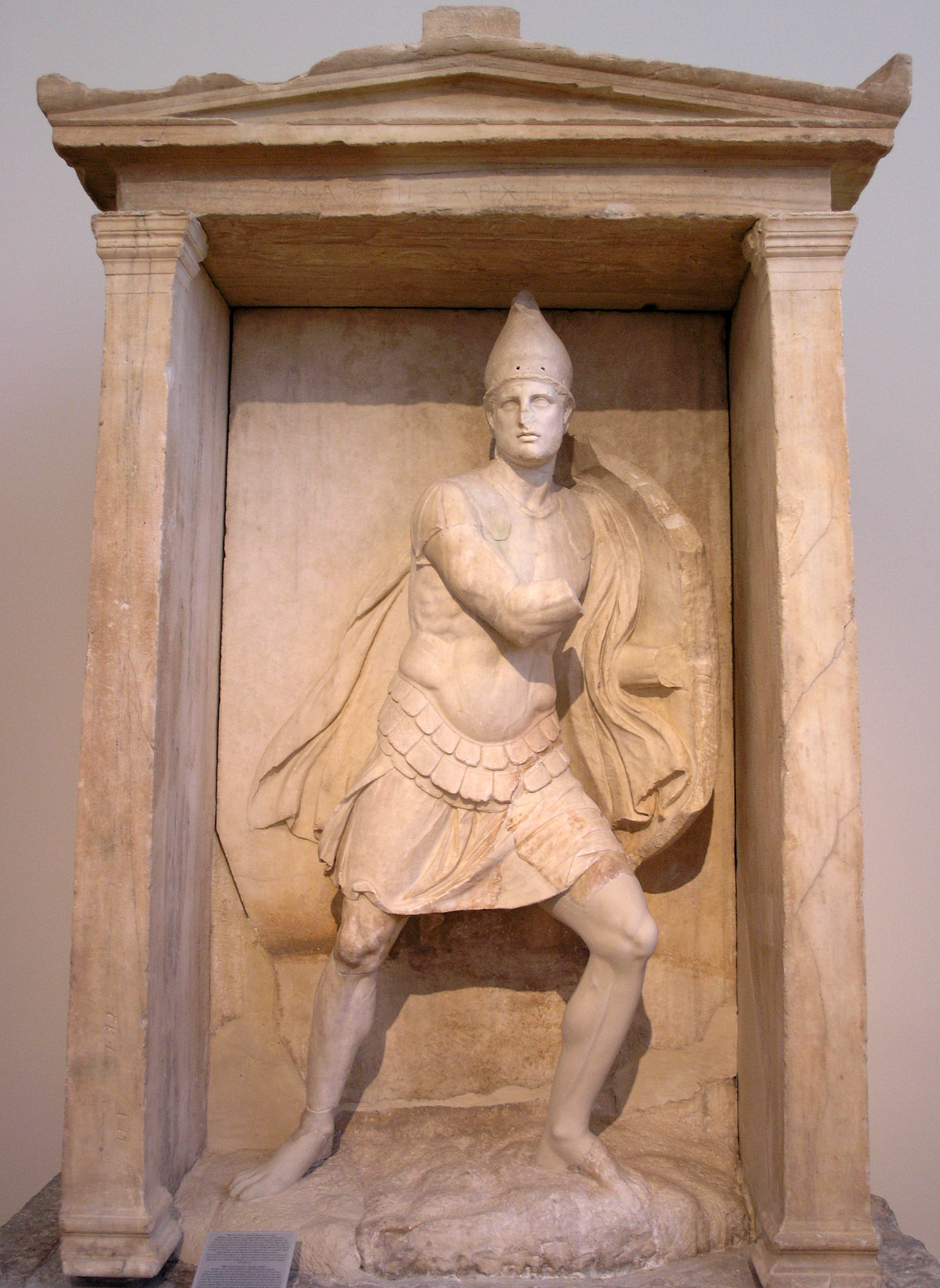
Naiskos funerario di un giovane soldato. Marmo pentelico, proveniente dalla necropoli del Ceramico ad Atene, ca. 350-325 a.C.

Il naiskos (in greco antico: ναΐσκος?, naiskos; dall'etimologia greca: ναός, italiano: "tempio") è un piccolo tempio in ordine architettonico con colonne o pilastri e timpano. Spesso utilizzato come motivo artificiale, non è raro nell'arte antica. Si trova anche nell'architettura greca, soprattutto nelle necropoli dell'Attica come rilievo funerario o reliquario con statua, come nel caso di Ceramico ad Atene e nella ceramica a figure nere e a figure rosse del loutrophoros e del lekythos. Esistono anche figurine simili ai naiskoi o ad altri templi realizzati in terracotta; alcuni sono esposti al Museo del Louvre di Parigi. Il naiskos è sempre prodotto in ambito religioso, facendo riferimento in particolare al culto funerario greco. Un tipo simile, chiamato edicola, è comune nell'arte romana.